# Real portugués
El réis es una deformación de la palabra portuguesa reais, plural de la moneda real (que significa lo mismo que en castellano: "perteneciente al rey" o "propio de un rey"). Fue la moneda de Portugal desde 1500 hasta 1911. El real reemplazó al dinheiro (dinero) al tipo de 1 real = 840 dinheiros y en 1911 fue reemplazada por el escudo, a causa de la Revolución del 5 de octubre de 1910, al tipo de 1 escudo = 1000 réis.

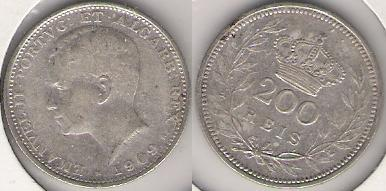
Pieza portuguesa de 200 réis de 1909.

La denominación comenzó a ser usada en esta forma corrupta (réis en vez de reais) en el reinado de Juan IV de Portugal (1640-1656), tras el período de la monarquía española en Portugal, que había durado desde 1580 a 1640.
En el año 1837 Portugal adoptó el sistema decimal para su moneda, y diez años después el Banco de Portugal emitió sus primeros billetes. En 1854, Portugal estableció un patrón oro para su moneda, fijando la equivalencia de 1000 réis con 1,62585 gramos de oro fino, la cual se mantuvo hasta 1891, cuando el gobierno portugués devaluó su moneda. Las sumas elevadas eran expresadas en millares de reales y por eso se creó la expresión portuguesa "mil-réis", que se escribía 1$000, mientras que cuarenta mil réis se escribía "40$000"; para el millón de réis se usaba la expresión conto de réis.
Físicamente solo se han acuñado sus múltiplos, desde los V (réis) de cobre, de 1749, cuando reinaba Juan V de Portugal (1706-1750), hasta los 20.000 réis de oro en Brasil de 1922, que fue la última moneda en la que figuró la leyenda réis.

## En Brasil
Esta misma moneda pasó a ser usada también en Brasil (colonia de Portugal) desde mediados del siglo XVII, siguiendo la regla portuguesa de no establecer divisiones al real. Cuando Brasil se convirtió en estado independiente en el año 1822, la monarquía brasileña mantuvo el real como moneda en circulación, aunque sujeta a un patrón oro diferente al de Portugal. En 1846, Brasil estableció un patrón oro donde mil réis eran equivalentes a 822.076 mg de oro, lo cual significaba una devaluación de 37.5 % respecto al antiguo patrón portugués.
Tras el establecimiento de la República en 1889, el réis brasileño siguió devaluándose hasta que en 1926 fue fijado a un estándar de 180 miligramos de oro fino por mil réis. En 1933 se abandonó este esquema y el réis quedó fijado a la paridad con el dólar de Estados Unidos, a una equivalencia de 12,500 réis por dólar. En 1939 una nueva devaluación fijó la equivalencia de un dólar por 22,500 réis, hasta que una reforma monetaria en 1942 dejó fuera de circulación el real para sustituirlo por el cruzeiro, equivalente a 1,000 réis.